# Saquon Barkley
Saquon Barkley (El Bronx, Nueva York, 9 de febrero de 1997) es un jugador profesional de fútbol americano estadounidense que juega en la posición de running back y actualmente milita en los Philadelphia Eagles de la National Football League (NFL) 
En su primera temporada con los Eagles, Barkley fue nombrado Jugador Ofensivo del Año tras una destacada actuación en la temporada 2024. 

## Biografía
Barkley asistió a la preparatoria Whitehall High School en Whitehall, Pensilvania, donde practicó fútbol americano, baloncesto y atletismo de pista y campo. Al finalizar la preparatoria, fue considerado como un atleta de cuatro estrellas y el 11° mejor running back de la nación por Rivals.com.
Posteriormente, asistió a la Universidad Estatal de Pensilvania donde jugó con los Penn State Nittany Lions desde 2015 a 2017. Durante su primer año, Barkley tuvo 182 acarreos para 1,076 yardas y siete touchdowns, por lo que fue nombrado al segundo equipo All-Big Ten. En 2016, registró 1,496 yardas por tierra con 18 touchdowns, por lo que fue nombrado como el Jugador Ofensivo del Año del Big Ten, el corredor del año Ameche-Dayne y al primer equipo All-Big Ten, premios que recibiría nuevamente al año siguiente luego de registrar 1,271 yardas terrestres con 18 touchdowns y 423 yardas con dos touchdowns en regresos de patadas de salida (kickoff). El 31 de diciembre de 2017, aproximadamente un día después de la victoria del equipo en el Fiesta Bowl, Barkley declaró sus intenciones de ingresar al Draft de la NFL de 2018.

## Carrera

### New York Giants
Barkley fue seleccionado por los New York Giants en la primera ronda (2° selección general) del Draft de la NFL de 2018 y firmó un contrato con el equipo por cuatro años y $31.2 millones.
En su primer año con el equipo, se convirtió en el primer corredor novato de los Giants en superar las 1,000 yardas por tierra (1,307) y estableció una nueva marca para novatos con 15 touchdowns. Barkley recibió numerosos premios durante y después de su temporada de novato, incluyendo el Novato Ofensivo del Año de la NFL, el Pro Bowl y el equipo All-Rookie.
En 2019, registró 1,003 yardas y seis touchdowns terrestres a pesar de perderse tres juegos por un esguince de tobillo. En la Semana 16, en la victoria por 41-35 sobre los Washington Redskins, Barkley corrió para un récord personal de 189 yardas en 22 acarreos y atrapó cuatro pases para 90 yardas y dos touchdowns totales, por lo que ganó el premio al Jugador Ofensivo de la Semana de la NFC.
En 2020, contra los Pittsburgh Steelers en el Monday Night Football de la Semana 1, Barkley corrió 15 veces para solo seis yardas terrestres y atrapó seis pases para 60 yardas durante la derrota por 26-16. Las 0.4 yardas por intento de Barkley fueron el mínimo de su carrera. Durante la derrota por 17-13 de la semana siguiente ante los Chicago Bears, Barkley fue sacado del campo después de sufrir una lesión en la rodilla y luego se confirmó que tenía un ligamento cruzado anterior desgarrado, poniendo fin a su temporada. Fue colocado en la lista de reservas de lesionados el 22 de septiembre de 2020.
El 28 de abril de 2021, los Giants ejercieron la opción del quinto año del contrato de Barkley, por un valor garantizado de $7,217 millones para la temporada 2022. En la Semana 5 de la temporada 2021 contra los Dallas Cowboys, el pie de Barkley aterrizó sobre Jourdan Lewis y su tobillo se torció, por lo que se perdió cuatro juegos. Finalizó la temporada con solo 593 yardas y dos touchdowns terrestres en 13 juegos como titular, compartiendo tiempo de juego con el corredor Devontae Booker.

## Estadísticas generales
|  | Seleccionado al Pro Bowl |

| Año   | Equipo | Juegos | Juegos | Acarreos | Acarreos | Acarreos | Acarreos | Acarreos | Acarreos | Recepciones | Recepciones | Recepciones | Recepciones | Recepciones | Recepciones | Balones sueltos |
| Año   | Equipo | GP     | GS     | Att      | Yds      | Avg      | Long     | TD       | 1D       | Rec         | Yds         | Avg         | Long        | TD          | 1D          | Balones sueltos |
| ----- | ------ | ------ | ------ | -------- | -------- | -------- | -------- | -------- | -------- | ----------- | ----------- | ----------- | ----------- | ----------- | ----------- | --------------- |
| 2018  | NYG    | 16     | 16     | 261      | 1,307    | 5.0      | 78       | 11       | 50       | 91          | 721         | 7.9         | 57          | 4           | 30          | 0               |
| 2019  | NYG    | 13     | 13     | 217      | 1,003    | 4.6      | 68       | 6        | 45       | 52          | 438         | 8.4         | 65          | 2           | 14          | 1               |
| 2020  | NYG    | 2      | 2      | 19       | 34       | 1.8      | 18       | 0        | 1        | 6           | 60          | 10.0        | 38          | 0           | 3           | 0               |
| 2021  | NYG    | 13     | 13     | 162      | 593      | 3.7      | 47       | 2        | 27       | 41          | 263         | 6.4         | 54          | 2           | 13          | 2               |
| Total | Total  | 44     | 44     | 659      | 2,937    | 4.5      | 78       | 19       | 123      | 190         | 1,482       | 8.2         | 65          | 8           | 60          | 3               |

Fuente: Pro-Football-Reference.com